# Лилика
Лилика је југословенски филм снимљен 1970. године. Режирао га је глумац Бранко Плеша коме је ово била прва режија. Сценарио су заједно писали Бранко Плеша и Драгослав Михаиловић по тексту Михаиловићеве истоимене новеле.

## Радња
Једанаестогодишња ванбрачна кћи ратом унесрећене жене, наслућује да је сувишна у животу поочима и мајке. Из окрутне средине и помјерене породице, суд и порота ће за њу наћи једини излаз у дому за васпитно запуштене, који она осјећа не као свој нови дом, већ као робију за дјецу.

## Улоге
| Глумац                | Улога                  |
| --------------------- | ---------------------- |
| Драгана Калаба        | Милица Сандић „Лилика“ |
| Бранко Плеша          | Васпитач               |
| Тамара Милетић        | Мајка                  |
| Данило Бата Стојковић | Поочим                 |
| Љиљана Контић         | Ђурђица                |
| Љерка Драженовић      | Тетка                  |
| Нада Касапић          | Учитељица              |
| Гизела Вуковић        | Социјална радница      |
| Владимир Певац        | Пеца                   |
| Весна Крајина         |                        |
| Сања Јеремић          |                        |
| Нада Шарац            |                        |